# Révay Erzsébet
Szklabinai és blatniczai báró Révay Erzsébet (1660 körül – 1732. november 19.), a magyar barokk kegyességi próza képviselője.

## Élete
Révay Imre Turóc vármegyei főispán (†1688. október 24.) és Ujfalussy Katalin (†1700. december 4.) leánya, báró Petrőczy István kuruc generális (1654–1712) neje, Petrőczy Kata Szidónia költőnő sógornője. Megözvegyülve, 1715 őszén Baron Philiph von Calisius-hoz (†1722. szeptember) ment nőül.

## Művei
Eddigi tudomásunk szerint egyetlen imádságos könyv maradt fenn tőle. Az imádságos könyvek szerzői jórészt a kor főnemesasszonyai, az áhítatos elmélkedések mecénásai közül, illetve azok ismeretségi-rokonsági köréből kerültek ki. Imádságoskönyv viszonylag nem sok maradt fenn, ezért minden példányát érdemes megbecsülni. Sok kéziratban maradt, akárcsak Révay Erzsébeté. 
Az imákat fogalmazó írónők közül páran versírással is foglalkoztak: Révay Erzsébet az őt elhagyó kuruc generálishoz, távollevő férjéhez írt verses levelet. 
Tőle származhat egy anyjának, Újfalusi Katának temetésére (1701) írt, s személyes líraiságával kiemelkedő gyászvers-sorozat (Siralmas beszélgetések, Debrecen 1703) is. 
- lásd még: A barokk kor magyar irodalma
- a korszak további költőnői, írónői: Vay Ádámné Zay Anna, Petrőczy Kata Szidónia